# Dichonia elegans
Dichonia elegans là một loài bướm đêm trong họ Noctuidae.